# 大黒田裕芽
大黒田 裕芽（おおくろだ ゆめ、1994年7月6日 - ）は、日本の女子ラグビーユニオン選手。ARUKAS QUEEN KUMAGAYAに所属する。

## プロフィール
- 千葉県松戸市常盤平双葉町出身[1]。
- 身長 157cm、体重 62kg
- 15人制女子日本代表候補にも選ばれたことがある[2]。
- ポジションはスタンドオフ(SO)。
- 兄の大黒田健人もラグビー選手（現・日本IBM）[3]。

## 来歴
2001年松戸市立常盤平第三小学校入学
小学2年生からラグビーを始めた
2007年松戸市立常盤平第三小学校卒業
2007年松戸市立常盤平中学校入学
2009年松戸市立常盤平中学校卒業
2009年船橋市立船橋高等学校入学
２２歳・大黒田裕芽　今回トライ奪えずも…４年後は金
2014年船橋市立船橋高等学校卒業後、
立正大学ラグビー部に入る。なお市立船橋高校時代、女子部員の主将を務めた
2016年、リオデジャネイロオリンピックの7人制女子日本代表に選ばれた。
2021年 本人のTwitterアカウントが、歌い手を名乗る瀬奈氏により乗っ取られる。同選手の知り合いである中村知春氏がこのツイートにて明らかにしている。

## テレビ出演
- ミライ☆モンスター（2016年1月10日、フジテレビ）